# Stina Barnert
Anne Stina Barnert, verheiratete Anne Stina Petersen (* 6. September 1989 in Wyk auf Föhr) ist eine ehemalige deutsche Basketballnationalspielerin. Sie gewann fünf deutsche Meistertitel und bestritt 18 A-Länderspiele für Deutschland.

## Laufbahn
Die 1,72 m große Aufbauspielerin, deren Mutter Sonja Basketball-Nationalspielerin war und dessen Vater ein Pionier des Basketballsports auf der Insel Föhr war, begann beim Wyker TB mit dem Basketballspielen und wurde dort von ihren Eltern trainiert. Auch ihr Bruder Nils spielte Basketball und wurde in die deutsche Jugendnationalmannschaft berufen. Ab 2004 spielte sie beim Hamburger Verein SC Alstertal-Langenhorn und reiste zum Wochenende für die Spiele eigens von Föhr in die Hansestadt. Bei Alstertal-Langenhorn gehörte mit Pia Mankertz eine weitere spätere Nationalspielerin zu ihren Mannschaftskolleginnen. Mit Alstertal-Langenhorn wurde sie 2005 Deutsche Meisterin in der Altersklasse U16, mit ihren Eltern sowie Brigitta Mankertz als Trainergespann.
2006 verpflichtete sie der Erstligist TV 1872 Saarlouis. Dort wurde sie in der Saison 2007/2008 mit dem Team Pokalsieger und Vizemeister. Sie wurde als „Rookie des Jahres“ als beste deutsche Spielerin unter 20 Jahre in der DBBL ausgezeichnet. In der Saison 2008/2009 gelang ihr und ihrem Team die Verteidigung des Pokalerfolgs aus dem Vorjahr und die deutsche Meisterschaft. Diese Erfolge konnten die „Royals“ in der Spielzeit 2009/2010 wiederholen, Barnert war dabei im fünften und entscheidenden Meisterschaftsfinale die entscheidende Spielerin, als sie mit acht erfolgreichen Freiwürfen die Verlängerung der Partie fast im Alleingang entschied. Sie wurde anschließend als beste DBBL-Spielerin der Saison 2009/10 ausgezeichnet. In der Saison 2010/11 erzielte sie den höchsten Punkteschnitt ihrer Bundesliga-Karriere, nämlich 13,9 je Begegnung. In Saarlouis spielte sie zeitweilig an der Seite der ebenfalls von der Insel Föhr stammenden Levke Brodersen.
Zur Saison 2011/2012 wechselte sie nach Spanien zum dortigen Erstligisten Puig d'en Valls Ibiza. Mit dem Verein stieg sie in die zweite Liga ab. In 24 Einsätzen erzielte sie für Ibiza im Schnitt 6,2 Punkte sowie 2,3 Rebounds und 1,5 Korbvorlagen pro Begegnung. Zur Folgesaison kehrte sie nach Deutschland zurück und schloss sich dem TSV 1880 Wasserburg an, mit dem sie im Spieljahr 2012/13 Deutscher Meister wurde. In der Saison 2013/2014 holte sie mit Wasserburg das Double (Gewinn des deutschen Pokalwettbewerbs und der deutschen Meisterschaft in einer Saison). Zur Saison 2014/2015 wechselte Barnert ins Saarland zu ihrem ehemaligen Verein Saarlouis Royals.
Ab 2016 stand Barnert im Aufgebot von Grüner Stern Keltern (bei Karlsruhe), zog sich im September 2016 jedoch einen Kreuzbandriss zu und fiel deshalb lange aus. In der Spielzeit 2017/2018 gewann sie mit Keltern die Deutsche Meisterschaft (3:0 in der Finalserie gegen Wasserburg). Anschließend beendete sie ihre Basketballlaufbahn und zog zurück auf die Insel Föhr, wo sie sich zusammen mit ihrem Bruder Nils Barnert den Traum vom eigenen Café mit Ferienvermietung erfüllte.

## Nationalmannschaft
Stina Barnert nahm 2003, 2004 und 2005 jeweils mit der U16-Nationalmannschaft an EM-Turnieren teil. 2006 spielte sie für die U18-Nationalmannschaft bei der Europameisterschaft, 2009 bestritt sie mit der U20 ebenfalls die EM. 2008 wurde die Aufbauspielerin in den Kader der A-Nationalmannschaft berufen. Im Vorbereitungsspiel zur zusätzlichen Qualifikationsrunde zur Europameisterschaft bestritt sie gegen Belgien ihr erstes Länderspiel. Bei ihrem ersten Punktspieleinsatz am 7. Januar 2009 in Kiew bei der 47:73-Niederlage gegen die Ukraine erzielte sie vier Punkte. Bis 2010 stand sie in insgesamt 18 A-Länderspielen auf dem Feld. Aus privaten Gründen trat sie früh aus der Nationalmannschaft zurück.

## Sonstiges
Barnert spielte in der Regel mit der Rückennummer 6. Als sie einen Vertrag in Saarlouis bekam, war diese schon belegt. Daher entschied sie sich seinerzeit für die Rückennummer 69, welche ihr Geburtsdatum darstellt. Sowohl in Ibiza als auch in Wasserburg hatte sie dann wieder die Nummer 6. Nach ihrer Rückkehr zu den Saarlouis Royals bekam sie die Nummer 26.

## Übersicht Vereine und Erfolge
- 2006/2007 Saarlouis Royals
- 2007/2008 Saarlouis Royals, Pokalsieger & Vize-Meister, Rookie of the Year
- 2008/2009 Saarlouis Royals, Pokalsieger & Deutscher Meister
- 2009/2010 Saarlouis Royals, Pokalsieger & Deutscher Meister, Beste Spielerin der Saison
- 2010/2011 Saarlouis Royals, 3. Platz
- 2011/2012 Puig d'en Valls Ibiza (Spanien)
- 2012/2013 TSV Wasserburg, Deutscher Meister
- 2013/2014 TSV Wasserburg, Pokalsieger & Deutscher Meister
- 2014/2015 Saarlouis Royals, Vize-Meister
- 2015/2016 Saarlouis Royals, Vize-Meister
- 2016/2017 Grüner Stern Keltern, Vize-Pokalsieger & Vize-Meister
- 2017/2018 Grüner Stern Keltern, Vize-Pokalsieger & Deutscher Meister

## Privates
Stina ist seit November 2022 verheiratet und trägt seitdem den Nachnamen Petersen.